# 浦和北公園

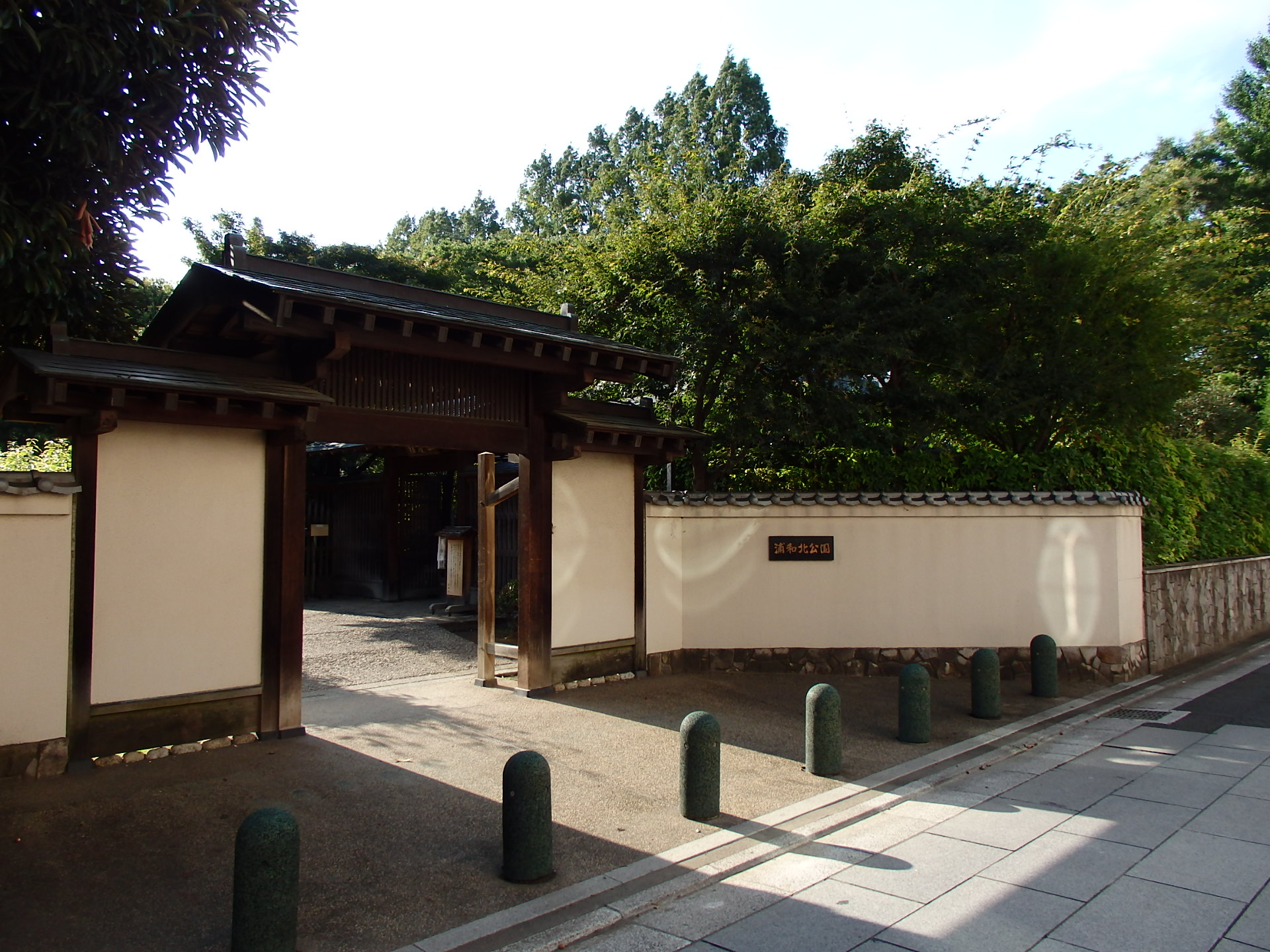
浦和北公園

浦和北公園（うらわきたこうえん）は、埼玉県さいたま市浦和区にある市営公園。県営の北浦和公園と隣接している。現在は指定管理者として「URAWAスポーツパークJV」が管理・運営している。

## 概要
公園の北側に隣接して、埼玉県が管理する北浦和公園があり、埼玉県立近代美術館・噴水広場が立地する。事実上、二つの公園は一体となっているが、行政上は異なる公園として管理されている。
埼玉大学跡地を公園として整備することになり、南側を浦和市が整備し、浦和老人公園として1972年（昭和47年）9月に開園した。北側は県が整備し1974年（昭和49年）に北浦和公園として開園した。周辺は高級住宅地として知られており、富裕層向けにテニスコートや日本庭園、楷楓亭などの施設が整備された。平成に入ると茶道教室などを開催できる和室を備えた浦和伝統文化館恭慶館が整備された。園内に市指定天然記念物のカイノキがある。
埼玉大学の前は旧制浦和高等学校があったことから、バンカラ像が設置されている。

## 所在地
- さいたま市浦和区常盤9-30